# Mandelbiskvi

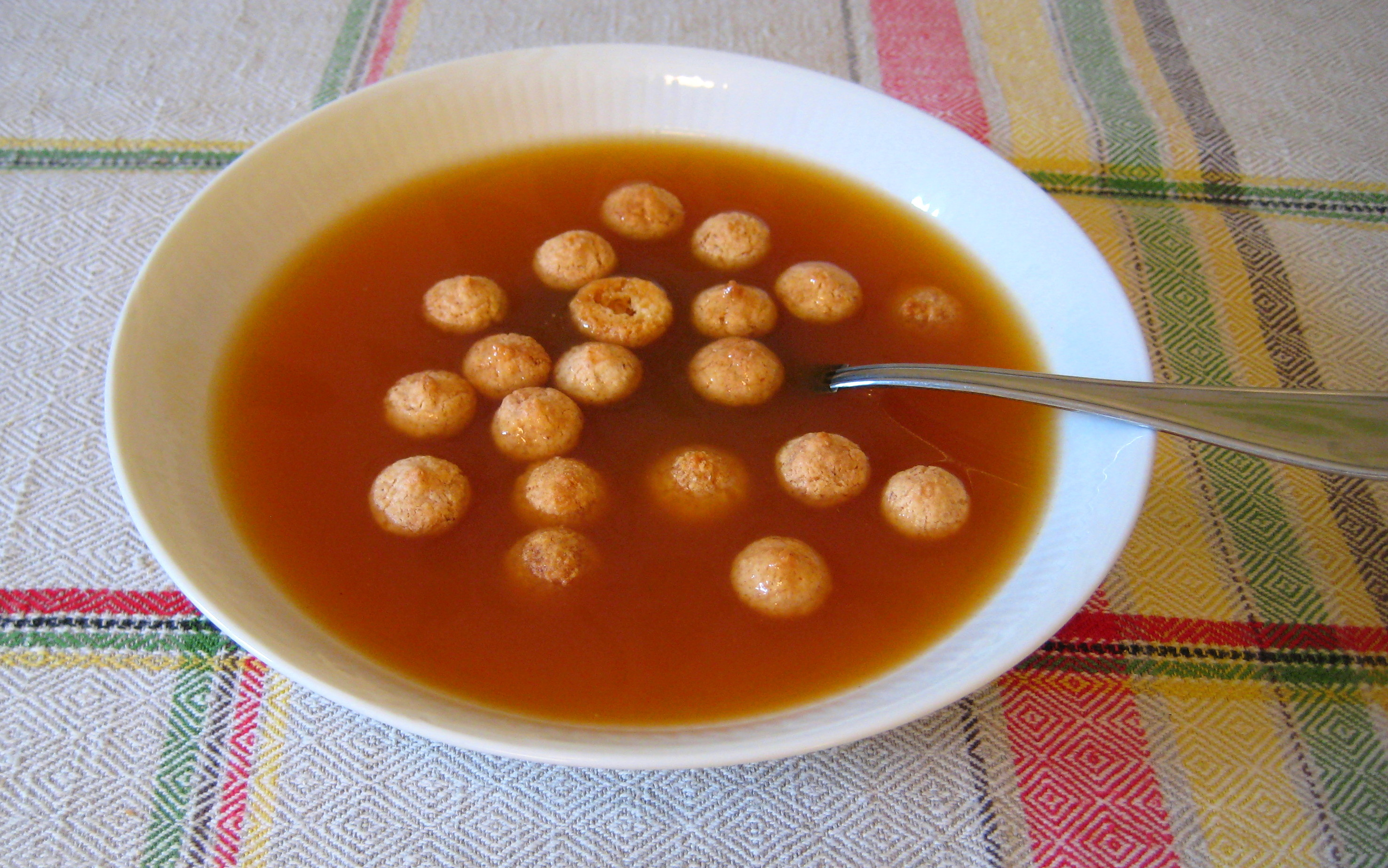
Nyponsoppa med mandelbiskvier.

Mandelbiskvi är ett litet bakverk gjort på sötmandel, bittermandel, äggvita och socker. Smeten är densamma som används till bottnarna i chokladbiskvier och till krokan. I Sverige serveras mandelbiskvierna ofta i nyponsoppa.

## Varianter
Mandelkakor gjorda på ägg men utan mjöl finns under många namn runt om i världen. I Europa finns de belagda från medeltiden.

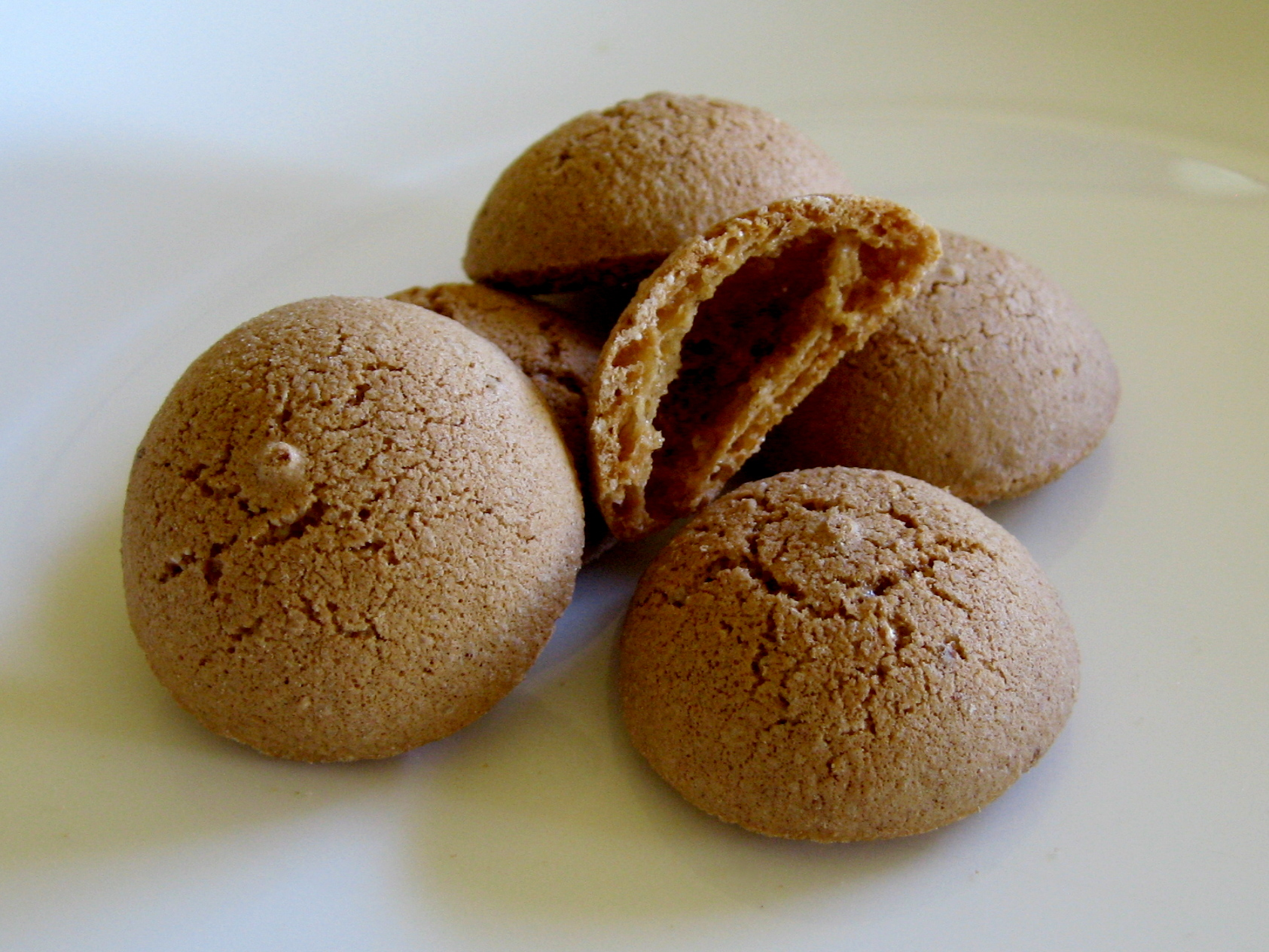
Amaretto secco.

Italienska Biscotto amaretto tycks ha blivit populära i Italien under högmedeltiden efter influens från den arabiska världen. Det finns lokala varianter över hela Italien, bland annat de spröda och luftiga Amaretto secco och de mjuka Amaretto morbidi. Från Syditalien spred sig antagligen kakan vidare till Frankrike och Tyskland.

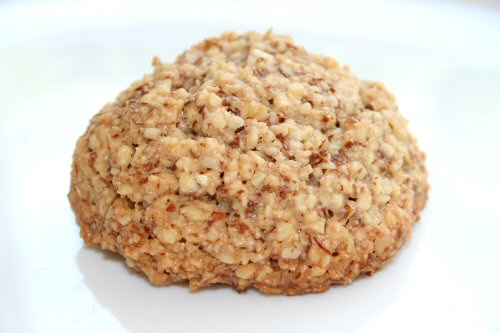
Macaron.

I Frankrike finns de traditionella mandelbiskvierna macaron i flera regioner. De har antagligen sitt ursprung i Italien, ordet macaron är från italienskan, och har varit fast rotade sedan renässansen. På 1900-talet utvecklades en dubbel variant med två biskvier hoplagda med kräm emellan, på franska har den samma namn macaron, på svenska heter de makroner.
Den franska macaron infördes under 1600-talet till Tyskland från Frankrike, benämningen blev på tyska makrone. Makrone kan även göras på ingredienser som ger liknande resultat som mandel, till exempel aprikoskärnor, det finns även varianter med kokosnöt.
Från Frankrike spred sig mandelbiskvin med namnet macaron även till England där den kallas macaroon, det finns belagt i recept från 1700. Macaroon har spridits över den engelska kultursfären och utvecklats åt olika håll, en vanlig variant är gjord på kokos istället för mandel. I Skottland finns till exempel tre sorters macaroon: dels den klassiska mandelbiskvin, dels en variant på potatis, och dels en sötsak som består av nougat- eller maräng-liknande fast seg fyllning med chokladöverdrag som är rullad i kokos. Irland har liknande sötsak som Skottland. I USA är macaroon framförallt förknippad med kokos-varianten.
I Turkiet säljs på konditorierna bittermandel-kakor som heter Acıbadem kurabiyesi.